# Porecatu
Porecatu est une ville brésilienne de l'État du Paraná. Sa population était estimée à 14 086 habitants en 2014.